# Miss Iowa USA
Miss Iowa USA, est un concours de beauté féminin, pour les jeunes femmes âgées de 17 à 27 ans, domiciliées dans l'État d'Iowa souhaitant se qualifier pour l'élection de Miss USA.

## Titres
| Année | Nom                   | Domicile        | Âge1 | Classement à Miss USA                      | Prix spéciaux à Miss USA | Notes |
| ----- | --------------------- | --------------- | ---- | ------------------------------------------ | ------------------------ | --- |
| 2025  | Hayley Buettell       | Mediapolis      | 27   |                                            |                          | |
| 2024  | McKenzie Ariana Kerry | Des Moines      | 25   | Top 20                                     | Le choix des gens        | |
| 2023  | Grace Lynn Keller     | Coralville      | 24   |                                            |                          | Participante à Miss Iowa 2021                                                                                                  |
| 2022  | Randi Estabrook       | Des Moines      | 25   |                                            |                          | |
| 2021  | Katie Wadman          | Iowa City       | 21   |                                            |                          | |
| 2020  | Morgan Kofoid         | Leon            | 22   |                                            |                          | |
| 2019  | Baylee Drezek         | Davenport       | 21   | Top 15                                     |                          | |
| 2018  | Jenny Valliere        | Cedar Rapids    | 26   |                                            |                          | |
| 2017  | Kelsey Weier          | West Des Moines | 25   |                                            |                          | |
| 2016  | Alissa Morrison       | Davenport       | 24   |                                            |                          | |
| 2015  | Taylor Even           | Jesup           | 21   |                                            |                          | |
| 2014  | Carlyn Bradarich      | Iowa City       | 23   | 5e dauphine                                |                          | Sœur d'Ashley Bradarich, Miss Illinois USA 2010                                                                                |
| 2013  | Richelle Orr          | Hampton         | 20   |                                            |                          | Participation à Miss Iowa Teen USA 2011                                                                                        |
| 2012  | Rebecca Hodge         | Iowa City       | 22   |                                            | Miss Congeniality        | |
| 2011  | Rebecca Goldsmith     | Chariton        | 26   |                                            |                          | |
| 2010  | Katherine Connors     | Bettendorf      | 20   |                                            |                          | |
| 2009  | Chelsea Gauger        | Ankeny          | 19   |                                            |                          | |
| 2008  | Abbey Curran          | Kewanee, IL     | 20   |                                            |                          | First person born with a disability (cerebral palsy) to compete in Miss USA                                                    |
| 2007  | Dani Reeves           | Hamburg         | 21   |                                            |                          | |
| 2006  | Sarah Corpstein       | Anamosa         | 23   |                                            |                          | |
| 2005  | Joy Robinson          | Altoona         | 25   |                                            |                          | |
| 2004  | Brooke Hansen         | Fort Dodge      | 22   |                                            |                          | |
| 2003  | Linsey Grams          | Urbandale       | 20   |                                            |                          | |
| 2002  | Lauren Wilson         | Bettendorf      | 22   |                                            |                          | |
| 2001  | Clarissa Kroese       | Pella           | 22   |                                            |                          | |
| 2000  | Jensie Grigsby        | West Des Moines | 26   | Top 10, Finie à la 10e Place               |                          | |
| 1999  | Jaclyn Solinger       | Altoona         |      |                                            |                          | |
| 1998  | Jamie Solinger        | Altoona         |      |                                            |                          | Participation à Miss Iowa Teen USA 1992 et Miss Teen USA 1992. Madame Iowa America 2004 et 3e dauphine de Madame. America 2004 |
| 1997  | Shawn Marie Brogan    | New Hampton     |      |                                            |                          | |
| 1996  | Jill Simon            | Burlington      |      |                                            |                          | |
| 1995  | Angela Hearne         | Mount Vernon    |      |                                            |                          | |
| 1994  | Dr. Callie Pandit     | Des Moines      |      |                                            |                          | |
| 1993  | Jan Hoyer             | Fort Madison    |      | Top 12 Demi-finaliste, Finie à la 8e Place |                          | Participation à Miss Iowa Teen USA 1987                                                                                        |
| 1992  | Pam Patrick           | Ottumwa         |      |                                            |                          | |
| 1991  | Heather Bowers        | Toddville       |      |                                            |                          | |
| 1990  | Elizabeth Muelhaupt   | West Des Moines |      |                                            |                          | |
| 1989  | Marcy Requist         | Red Oak         |      |                                            |                          | |
| 1988  | Julie Kemmerling      | Hinsdale, IL    |      |                                            |                          | |
| 1987  | Katy Magee            | Jefferson       |      |                                            |                          | |
| 1986  | Holly Wilkins         | Clear Lake      |      |                                            |                          | |
| 1985  | Karen North           | Ames            |      |                                            |                          | |
| 1985  | Devin Steinberg       | Manson          |      |                                            |                          | Destituée après avoir été mariée, durant son règne.                                                                            |
| 1984  | Michele Boisvert      | Decorah         |      |                                            |                          | |
| 1983  | Dana Ruth Mintzer     | Des Moines      |      |                                            | Miss Congeniality        | Named Miss Congeniality on both the state and national levels                                                                  |
| 1982  | Jeanne Hoyer          | Fort Madison    |      |                                            |                          | |
| 1981  | Jennifer Lynn Wimpey  | Iowa City       |      |                                            |                          | |
| 1980  | Lori Kromminga        | Keystone        |      |                                            |                          | |
| 1979  | Teri Lee Rees         | Sioux City      |      |                                            |                          | |
| 1978  | Michelle Daley        | West Des Moines |      |                                            |                          | |
| 1977  | Cindy Woodard         | Urbandale       | 17   |                                            |                          | |
| 1976  | Shery Lynn Davenport  | Storm Lake      |      |                                            |                          | |
| 1975  | Kathleen Duggan       | Council Bluffs  |      |                                            |                          | |
| 1974  | Susan Jane Thompson   | Cedar Rapids    |      |                                            |                          | |
| 1973  | Dyanna Roberts        | Oskaloosa       | 17   |                                            |                          | |
| 1972  | Jennifer Jo Owen      | Maxwell         |      |                                            |                          | |
| 1971  | Cindy Helmers         | Sibley          |      |                                            |                          | |
| 1970  | Jacqueline Jochims    | Carroll         |      |                                            |                          | 3e dauphine de Miss International 1971, représente l'Iowa à Miss Monde USA 1970                                                |
| 1969  | Becky Stoner          | Laurens         |      |                                            |                          | |
| 1968  | Markie Anderson       | Sioux City      |      |                                            |                          | |
| 1967  | Kathleen Solt         | Jefferson       |      |                                            |                          | |
| 1966  | Janis Mieras          | Alta            |      |                                            |                          | |
| 1965  | Mari Hardy            | Sioux City      |      |                                            |                          | |
| 1964  | Barbara Rodgers       | Perry           |      |                                            |                          | |
| 1963  | Ramona Meylor         | Le Mars         |      |                                            |                          | |
| 1962  | Regina Prusha         | Cedar Rapids    |      |                                            |                          | |
| 1961  | Deanne Ostermann      | Ocheyedan       |      |                                            |                          | |
| 1960  | Trudy Shulkin         | Sioux City      |      | Semi-finalist                              |                          | |
| 1959  | Kay Nielson           | Council Bluffs  |      | Demi-finaliste                             |                          | Miss Nebraska 1957 |
| 1958  | Sandra Olsen          | Sioux City      |      |                                            |                          | |
| 1957  | Judy Hall             | Council Bluffs  |      | Semi-finalist                              |                          | |
| 1956  | Carol Morris          | Ottumwa         | 19   | Miss USA 1956                              |                          | Miss Univers 1956, Miss Iowa 1954                                                                                              |
| 1955  | Jerri Jean Cole       | Holstein        |      |                                            |                          | |
| 1954  | Ione Lucken           | Le Mars         |      | Demi-finaliste                             |                          | |
| 1953  | Marilyn Shonka        | Sioux City      |      | Demi-finaliste                             |                          | |

1 Âge au moment de l'élection de Miss USA